# Isabelle Gulldén
Isabelle Gulldén (teljes nevén: Isabelle Therese Gulldén, Göteborg, 1989. június 29. –) Európa-bajnoki bronzérmes, bajnokok ligája győztes svéd válogatott kézilabdázó, irányító, jelenleg a Lugi HF játékosa.

## Pályafutása
Gulldén hétévesen az IK Sävehofnál kezdett kézilabdázni, amelynek felnőttcsapatában később bemutatkozhatott a svéd élvonalban. 2011-ben igazolt a dán első osztályú Viborg HK csapatához, amellyel 2014-ben megnyerte a dán bajnokságot és a Kupagyőztesek Európa-kupáját. 2015-tól a román CSM București, majd 2018 nyara óta a francia Brest Bretagne játékosa.
A svéd válogatottban 2008 óta játszik, amellyel eddig három olimpián(2008, 2012, 2016) vett részt. Világeseményen eddig kétszer szerzett érmet a válogatottal, a 2010-es Európa-bajnokságon ezüstérmes lett, a 2014-es Európa-bajnokságon pedig bronzérmes, illetve 58 találattal ő lett ennek a tornának a gólkirálya is. A 2015-16-os évadban klubszinten is felért a csúcsra, a budapesti négyes döntőben a CSM București bejutott a fináléba, ott a Győri Audi ETO KC volt az ellenfele. Gulldén 15 gólt dobott a hosszabbítást hozó mérkőzésen, amit végül hetesekkel a román csapat nyert meg. 108 góllal ő lett a sorozat gólkirálya is.

## Sikerei
- Svéd bajnokság győztese: 2007, 2009, 2010, 2011
- Dán bajnokság győztese: 2014
- Román bajnokság győztese: 2016
- Dán kupa győztes: 2012, 2014
- EHF-kupagyőztesek Európa-kupája győztese: 2014
- Európa-bajnokság ezüstérmese: 2010
  - bronzérmes: 2014
- Bajnokok Ligája győztes: 2016
  - ezüstérmes: 2021
- Bajnokok Ligája gólkirálya: 2016